# Amphimachos (Feldherr)
Amphimachos (altgriechisch Ἀμφίμαχος Amphímachos; † nach 317/316 v. Chr.) war ein Feldherr und Statthalter in der Zeit der frühen Diadochenkriege.
Amphimachos wurde nach dem Ende des ersten Diadochenkrieges im Jahr 320 v. Chr. auf der Konferenz von Triparadeisos zum Satrapen der Provinzen Mesopotamien und Arbelitis wohl als Nachfolger des Arkesilaos ernannt. Von dem römischen Historiker Arrian wurde er in diesem Zusammenhang als „Bruder des Königs“ bezeichnet, was in der Geschichtsforschung zu Spekulationen über seine familiäre Herkunft führte. Möglich ist, dass er ein Sohn aus einer früheren Ehe der Philinna von Larissa war, einer der Frauen Philipps II. von Makedonien, und damit ein Halbbruder des Königs Philipp III. Arrhidaios. Andererseits könnte er ein Bruder des Generals Arrhidaios gewesen sein, der in den Überlieferungen gelegentlich mit dem König Philipp III. Arrhidaios verwechselt wurde.
Im zweiten Diadochenkrieg unterstützte Amphimachos im Jahr 317 v. Chr. Eumenes von Kardia gegen Antigonos Monophthalmos. Eumenes wurde in Triparadeisos geächtet, allerdings wurde er inzwischen von dem Reichregenten Polyperchon zum Strategen Asiens und damit zu einem offiziellen Vertreter des Königtums ernannt. Amphimachos steuerte dem Heer des Eumenes 600 Berittene bei und kämpfte in der unentschieden endenden Schlacht von Paraitakene mit. Danach ist von ihm nichts mehr überliefert. Vermutlich kämpfte er noch 316 v. Chr. in der Schlacht von Gabiene mit, nach der Eumenes sein Ende fand. Möglicherweise wurde auch Amphimachos dort von dem siegreichen Antigonos hingerichtet oder zumindest seines Amtes als Satrap enthoben.